# Thoradonta yunnana
Thoradonta yunnana är en insektsart som beskrevs av Zheng, Z. 1983. Thoradonta yunnana ingår i släktet Thoradonta och familjen torngräshoppor. Inga underarter finns listade i Catalogue of Life.